# Trens regionals del País Valencià
Els trens regionals són aquells que fan trajectes de mitjana distància. Al País Valencià hi ha les següents línies, totes operades per Renfe i totes amb origen o destinació a València amb l'excepció de les línies 43 i 45, que tenen origen o destinació a Alacant:
| Número de línia | Tipus de servei | Tipus de tren | Trajecte                                                          | Estacions |
| --------------- | --------------- | ------------- | ----------------------------------------------------------------- | --- |
| 43              | MD              | 599           | Alacant - Múrcia - Lorca                                          | Alacant-Terminal · Sant Gabriel · Elx-Parc · Elx Carrús · Callosa de Segura · Oriola · Murcia del Carmen · Librilla · Alhama de Murcia · Totana · Estació de Lorca-Sutullena |
| 44              | MD              | 599           | València - Alacant - Múrcia - Cartagena                           | València Nord · Xàtiva · Villena · Sax · Elda-Petrer · Novelda · Alacant-Terminal · Sant Gabriel · Torrellano · Elx-Parc · Elx Carrús · Crevillent · Albatera-Catral · Callosa de Segura · Oriola · Beniel · Murcia del Carmen · Balsicas-Mar Menor · Torrepacheco · Cartagena |
| 45              | MD              | 449           | Alacant - Albacete-Los Llanos - Alcázar de San Juan - Ciudad Real | Alacant-Terminal · Elda-Petrer · Villena · Almansa · Albacete-Los Llanos · La Gineta · La Roda · Minaya · Villarrobledo · Socuéllamos · Campo de Criptana · Alcázar de San Juan · Cinco Casas · Manzanares · Daimiel · Almagro · Ciudad Real-Central |
| 46              | Regional Exprés | 470           | València - Albacete-Los Llanos - Alcázar de San Juan              | València Nord · Xàtiva · Cabdet · Villena · La Encina · Almansa · Albacete-Los Llanos · La Gineta · La Roda · Minaya · Villarrobledo · Socuéllamos · Campo de Criptana · Alcázar de San Juan |
| 47              | Regional        | 592           | València - Xàtiva - Alcoi                                         | València Nord · Xàtiva · Genovés · Benigànim · La Pobla del Duc · Montaverner · Bufali · Albaida · Agullent · Ontinyent · Agres · Cocentaina · Alcoi |
| 49              | MD              | 599           | València - Terol - Saragossa - Osca                               | València Nord · València-Cabanyal · Sagunt · Sogorb-Ciutat · Barraques · Rubielos de Mora · Mora de Rubielos · Sarrión · Puebla de Valverde · Puerto Escandón · Terol · Cella · Santa Eulalia del Campo · Villafranca del Campo · Monreal del Campo · Torrijo del Campo · Caminreal · Calamocha Nueva · Navarrete · Lechago · Cuencabuena · Ferreruela · Villahermosa · Badules · Villadoz · Villarreal de Huerva · Encinacorba · Cariñena · Longares · Arañales-Muel · María Huerva · Saragossa-Delicias · Saragossa P. · Zuera · Tardienta · Osca |
| 50              | Regional Exprés | 470           | València - Castelló de la Plana - Vinaròs - Tortosa               | València Nord · València-Cabanyal · Sagunt · Vila-real · Castelló de la Plana · Benicàssim · Orpesa · Torreblanca · Alcalà de Xivert · Benicarló-Peníscola · Vinaròs · Ulldecona-Alcanar-La Sènia · Aldea-Amposta-Tortosa · Tortosa |

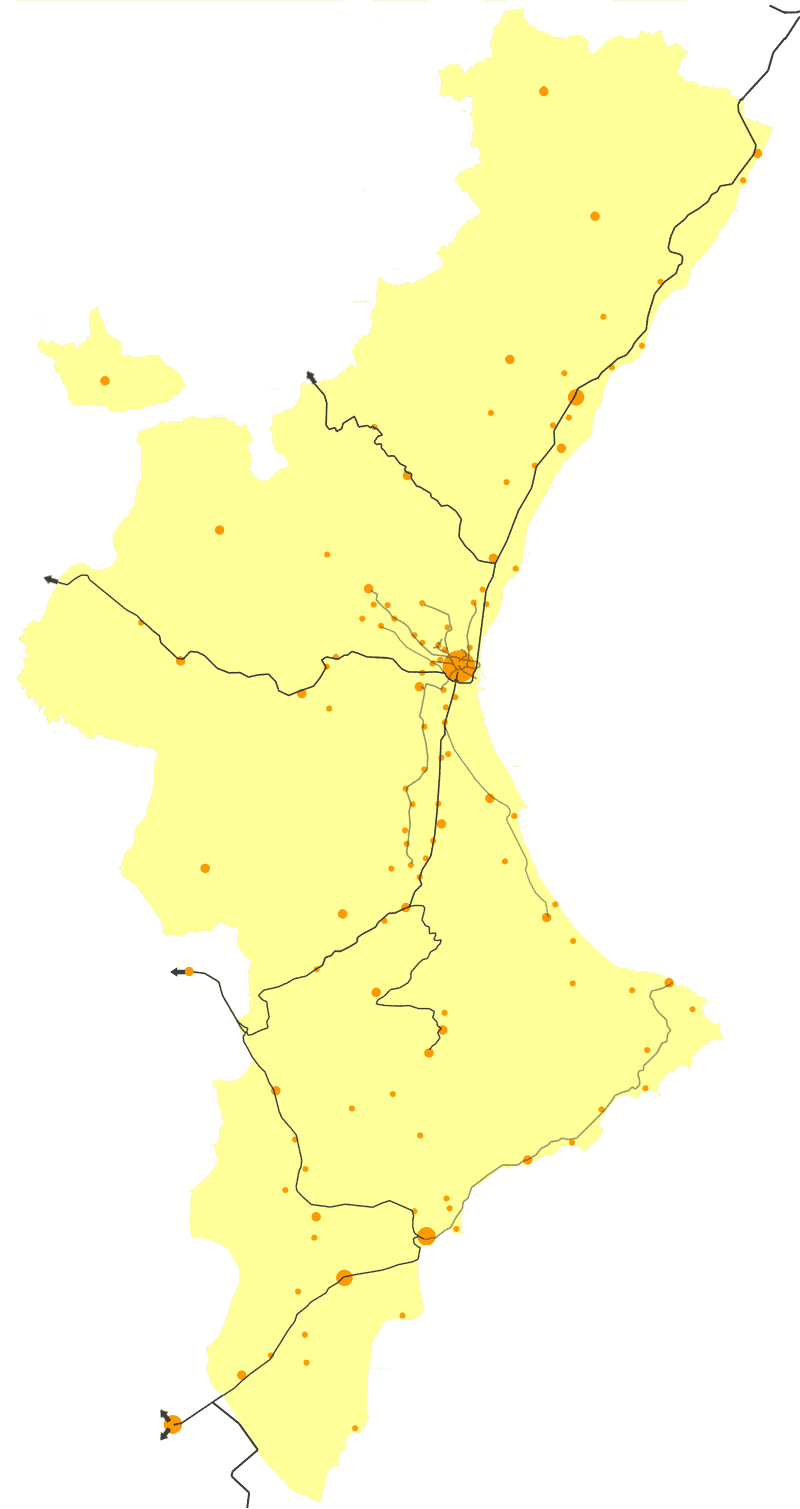
Mapa de les línies de mitjana distància respecte del País Valencià

Renfe Operadora assignava la lletra L a tots els serveis regionals del País Valencià, part de la Manxa i Múrcia, en referència a la regió històrica de Llevant emprat durant el franquisme. Hui en dia aquest sistema es troba en desús i fora del sistema organitzatiu de Renfe.

## Estacions principals
- Estació d'Alacant Terminal
- Estació de Castelló de la Plana
- Estació d'Elx-Parc
- Estació del Nord (València)
- Estació de Xàtiva (ferrocarril)